# バレンシア (ベネズエラ)
バレンシア（Valencia）は、ベネズエラのカラボボ州の州都。同国の工業、製造業の中心地である。人口は130万人。カラカス、マラカイボに次ぐ第三の都市である。
都市の標高は海抜520m、周囲を山に囲まれた谷に位置している。東へ30kmほどのところにはベネズエラで2番目の大きさを持つバレンシア湖がある。食品加工など軽工業が盛んな都市で、国内外に製品を送り出す。
1811年にベネズエラがスペインに対して独立を宣言したとき、バレンシアは連邦直轄の首都と定められた。すぐに独立戦争に突入し、第一次ベネズエラ共和国が崩壊したため、遷都は実施されず立ち消えになった。
ベネズエラでは従来盛んだった金属を中心とする重工業が1980年代から不振に陥ったため、軽工業中心のバレンシアが工業都市として浮上した。治安は比較的よく、郊外市内を結ぶ地下鉄も走っている。

## 姉妹都市
- イタリア ナポリ[1]
- スペイン バレンシア
- ルーマニア シビウ
- ブルガリア プロヴディフ

## 出身者
- ホエル・グラテロル - サッカー選手。
- サムエル・ソーサ - サッカー選手。
- サルバドール・ペレス - 野球選手(メジャーリーガー)

## 脚註
1. ↑  “Ciudades Hermanadas con València” [Valencia Twin/Sister Cities] (Spanish). Ajuntament de València [City of Valencia]. 2012年10月29日時点のオリジナルよりアーカイブ。2013年8月8日閲覧。